# Didier Berthod
Pour les articles homonymes, voir Berthod.
Didier Berthod est un grimpeur suisse qui a été mis en avant dans beaucoup de films d'escalade dont First Ascent. Il est spécialisé dans l'escalade de fissures et a ouvert de nombreuses voies dans ce style.
Le 14 décembre 2003, il fait l'ascension de Greenspit (8b+) dans le val d'Orco en Italie qui est considéré comme l'une des ascensions les plus difficiles en fissure en trad.
Il a aussi fait la première ascension de From Switzerland with love à Indian Creek dont la cotation est controversée.
First Ascent, en 2006, suit les efforts de Didier Berthod pour faire la première ascension de Cobra Crack, une fissure à Squamish en Colombie-Britannique au Canada. Ce film liste aussi une partie de ses escalades en Europe et son style de vie simple comme travailler dans des auberges entre ses tentatives.
Depuis, Didier Berthod a arrêté de grimper. Après sa blessure que l'on voit dans First Ascent, il tente de devenir guide puis il rejoint la communauté religieuse, Eucharistein, en Suisse et est ordonné prêtre en 2018. Il quitte la communauté en 2020 et retrouve le monde de l'escalade,. Il quitte le sacerdoce en 2022.

## Filmographie
- First Ascent
- Profession : guide de montagne
- Libérez le Portalet !
- Didier Berthod: la voie de l’âme
- Return to Sender